# Квартирник
Квартирник — в загальному значенні це домашній концерт, музичний концерт представлений в чиємусь будинку або квартирі, або близько невеликого приватного простору, таких як сарай, кімната квартири відпочинку, газон або задній двір.

## Квартирники в СРСР
Наприкінці 1970-х — початку 1980-х в СРСР починають поширюватись квартирники, і набирають поширення до кінця 1980-х років. На таких квартирниках поети могли читати аудиторії свої (чи інших авторів) вірші, слухачі мали можливість ближче познайомитись з виконавцями, музиканти і рок-групи могли не офіційно давати публічні виступи, оскільки через конфлікт з культурною політикою СРСР влаштовувати офіційні концерти чи давати виступи вони не могли. В такій невимушеній обстановці немає кордонів між виконавцями і слухачами. На квартиниках могли влаштовуватись «джеми» — коли декілька музикантів імпровізують на задану тему.
|                                                               | Квартирник — це концерт, за який музикантам платять гроші — збирають по рублю.. Тоді це була такса — по рублю. Прийшло 30 людей — у тебе 30 рублів. Квиток на поїзд коштував по-моєму, ну.. плацкарт — 3 рублі. Так? До Санкт-Петербурга. Якщо людина виступає — вона ще й заробляє 25 рублів — гроші ж були. |
| — Александр Ліпницький, музикант, журналіст, друг Віктора Цоя | |

Квартирники в СРСР стали важливим явищем альтернативної культури. Ставлення радянських органів влади до таких заходів змінювалося з часом: у період брежнєвської епохи їх, як правило, терпіли — навіть якщо про них ставало відомо, обмежувалися усним зауваженням. Однак у 1983–1985 роках, за ініціативи Костянтина Черненка, квартирники офіційно почали трактуватися як незаконна підприємницька діяльність, що розцінювалося як порушення монополії Госконцерту СРСР і могло призвести до адміністративних або навіть кримінальних санкцій, включно з ув'язненням.
Одним із найвідоміших місць проведення квартирників була квартира Бориса Гребенщикова в будинку на вулиці Софії Перовської у Ленінграді, де музикант орендував кімнату в комунальній квартирі.
Ще одним культовим осередком неофіційного музичного життя стала котельня «Камчатка» на вулиці Блохіна, 15 у Санкт-Петербурзі, де працювали та виступали багато відомих музикантів: Віктор Цой, Олександр Башлачов, Святослав Задерій, Віктор Бондарік, Андрій Машнін, Олег Котельников та інші. Про так звані «камчатські квартирники» знали в усьому ленінградському рок-середовищі, яке налічувало до тисячі осіб; сюди приїжджали слухачі з різних куточків країни.